# Inmigración neerlandesa en Surinam
La inmigración neerlandesa en Surinam o inmigración holandesa en Surinam comenzó con los menonitas que se asentaron entre fines del siglo XIX y comienzos del siglo XX. Surinam fue colonia de los Países Bajos.
Agricultores neerlandeses comenzaron a llegar a Surinam en el siglo XIX desde Gelderland y Groningen. En neerlandés, los agricultores neerlandeses de Surinam son denominados Boeroes (no confundirse con los afrikáners de Sudáfrica).
Los criollos de Surinam, las personas de ascendencia mixta afro-europea, son en parte de origen neerlandés. Muchos colonos neerlandeses dejaron el país rumbo a los Países Bajos después de la independencia en 1975, lo que disminuyó la población neerlandesa.
Hacia 2013, la población blanca de Surinam, compuesta en gran medida tanto por neerlandeses como portugueses representaba alrededor del 1% de la población del país.

## Historia

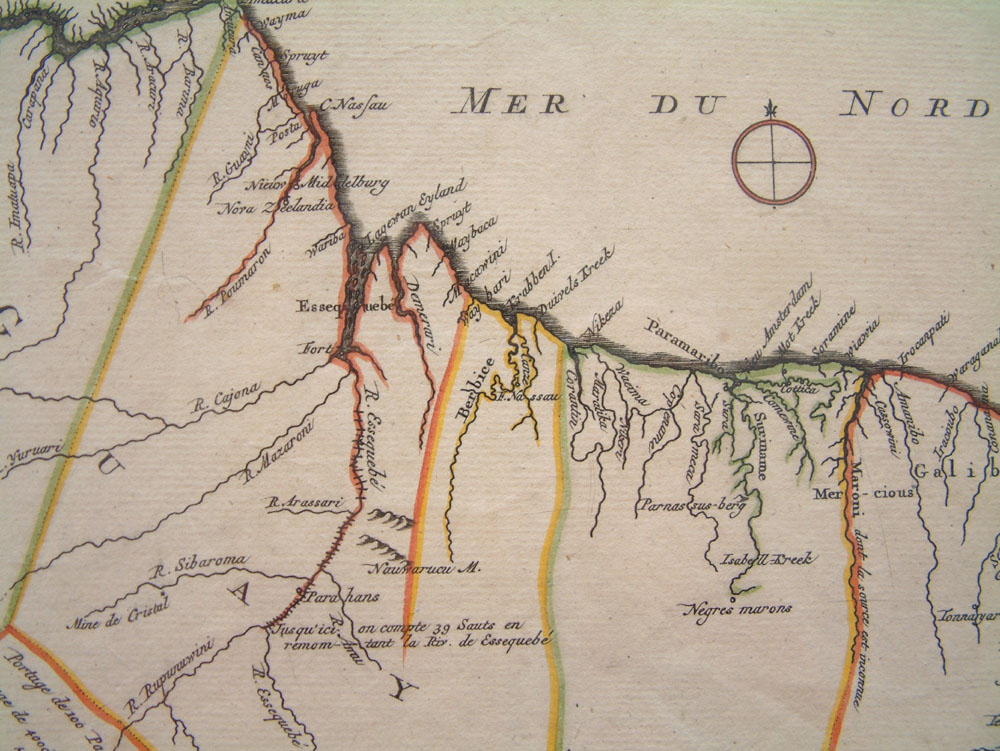
Mapa de la línea costera de las Guayanas.

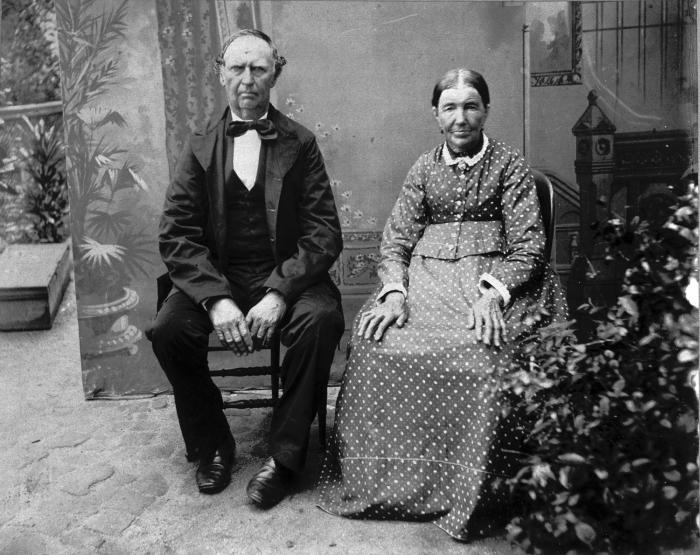
Pareja agricultora neerlandesa.

Los neerlandeses comenzaron a explorar y a instalarse en la Guayana a finales del siglo XVI, seguidos por los británicos. Ambos comenzaron a comerciar con los pueblos amerindios. Los primeros visitantes europeos fueron comerciantes neerlandeses, pero las primeras colonias fueron instaladas por británicos, los cuales llevaron esclavos para trabajar en sus plantaciones. Impulsados por la leyenda de El Dorado, La Compañía Neerlandesa de las Indias Occidentales estableció una fortaleza en Kyk-over-al en 1616, el que fue el primer fuerte en las Guayanas, que entonces comprendía tres colonias: Demerara, Berbice y Essequibo. En 1667 los británicos cambiaron su parte de Surinam por Nueva Ámsterdam, actual Nueva York.
Tentativas de asentarse en el interior fracasaron, y los europeos se establecieron en la costa donde crearon plantaciones trabajadas por esclavos africanos. En el siglo XIX, Surinam quedó definitivamente bajo control neerlandés, con excepción de dos periodos de dominio británico entre 1799 y 1802, y entre 1804 y 1816.
En 1863, las colonias neerlandesas abolieron la esclavitud, siendo esta mano de obra reemplazada por el trabajo de inmigrantes indios, javaneses y chinos. Dicho cambio hizo aún más compleja la estructura étnica nacional, con una mayoría de población india apegada a sus tradiciones culturales. Los criollos descendientes de esclavos, los javaneses, los negros cimarrones, los indios americanos y una pequeña minoría europea completaban el abanico surinamés.
Las diferencias étnicas, culturales y lingüísticas han sido factores cruciales en la dificultad del surgimiento de una conciencia nacional. Los criollos, reunidos en el Nationale Partij Kombinatie (NPK), actual Partido Nacional de Surinam, lucharon por la independencia a partir de la Segunda Guerra Mundial. El Vatan Hitkari de Jagernath Lachmon, actual Partido Progresista de la Reforma, que expresa los intereses de la población india, compuesta en gran parte por comerciantes y empresarios, intentó por su parte postergarla.
En octubre de 1973, los independentistas ganaron las elecciones legislativas y Henck Arron, líder del Partido Nacional de Surinam (NPS), se convirtió en primer ministro del gobierno local, que desde 1954 ya tenía cierto grado de autonomía.

## Idioma neerlandés en Surinam
Debido a la influencia neerlandesa, su idioma es el único oficial de Surinam, y es la lengua de la educación, gobierno, empresarios y medios de comunicación. Más del 65 por ciento de la población lo habla como lengua materna, mientras que la mayor parte del resto lo hablan como segunda o tercera lengua. En 2004, Surinam se convirtió en miembro asociado de la Unión de la Lengua Neerlandesa. Es el único país de habla neerlandesa en América del Sur y el único independiente fuera de Europa con esa lengua como oficial.
En Paramaribo, el neerlandés es el idioma de dos terceras partes de los hogares. El reconocimiento del "Surinaams Nederlands" ("neerlandés de Surinam") como un natiolect (Dialecto nacional) igual a "Nederlands Nederlands" ("neerlandés neerlandés") o al "Vlaams Nederlands" (" Neerlandés Flamenco") se expresó en 2009 con la publicación de la Nederlands Woordenboek Surinaams (Diccionario del neerlandés de Surinam). Solo en el interior de Surinam menos poblado el neerlandés es menos utilizado.